# Leptothorax hadrumetensis
Leptothorax hadrumetensis är en myrart som beskrevs av Santschi 1918. Leptothorax hadrumetensis ingår i släktet smalmyror, och familjen myror. Inga underarter finns listade i Catalogue of Life.